# モスラ (ミレニアムシリーズ)
モスラ (Mothra) は、東宝製作の怪獣映画に登場する架空の怪獣。本項目では、このうちゴジラシリーズ内のミレニアムシリーズ（『ゴジラ・モスラ・キングギドラ 大怪獣総攻撃』〈2001年〉、『ゴジラ×モスラ×メカゴジラ 東京SOS』〈2003年〉、『ゴジラ FINAL WARS』〈2004年〉）に登場するモスラを扱う。
一連のシリーズとして扱われているが、各作品は異なる世界観として制作されており、設定も作品ごとに異なる。

## 『ゴジラ・モスラ・キングギドラ 大怪獣総攻撃』
映画『ゴジラ・モスラ・キングギドラ 大怪獣総攻撃』（2001年）に登場。
護国三聖獣の1体であるヤマトの聖獣で、鳳凰伝説の原型として伝えられている「海の神・最珠羅」として登場する。幼虫の小さな目は複眼になっており、周囲の窪みは縁がシャープになっている。口も付根の蛇腹が長く動く。成虫の外見は従来と異なり、触覚もシャープになっており、体毛が少なく脚や尾も蜂のようである。体色は白と紫を強調した色使いで、眼の色も青色ではなく紫色で、脚は後ろの一対が他よりも長くなっているほか、翼の前縁にはうろこ状の外殻が並んでおり、羽の模様にも紫色が加えられている。『護国聖獣伝記』では尾に孔雀のような羽根が描かれている。攻撃方法については、過去作品の登場個体が用いていたような鱗粉や光線ではなく、腹部の毛から飛ばす無数の毒針と上空からの脚の爪による引っかき攻撃を用いている。
本作品のモスラは日本の自然の守護神であるが必ずしも人間の味方ではないため、封印されていた鹿児島県の池田湖の石像が大学生たちによって破壊されたことで甦り、湖を割って出現した際には盗品でパーティーを開いていた大学生たち11人を水に引き込み、繭糸に絡めて殺害している。
ゴジラにバラゴンが敗れた日の夜、池田湖湖畔に繭を作って成虫に変態する。一直線に北上してゴジラの迎撃に向かい、途中から参戦したギドラとともに横浜港でゴジラを迎え撃つ。しかし、ギドラがゴジラの攻撃で気絶して再び孤軍奮闘を強いられたうえ、ギドラへのとどめとして放たれたゴジラの放射熱線からギドラをかばってこれを受けたことで致命傷を負ったところへ、さらに巡洋艦「あいづ」に向けて放たれるはずだった放射熱線を至近距離で受けてしまい（発射寸前にゴジラがモスラの方を振り返っている）、全身が焼き尽くされる。その残存するエネルギーすべてをギドラに譲渡し、完全体である「千年竜王・キングギドラ」に覚醒させる。その後はゆらぎの状態で出現し、海上のゴジラの体内に入って海底へ沈めた。

### 制作（GMK）
企画段階ではバラン・バラゴン・アンギラスの3体での登場が予定されていたが、東宝側から派手な怪獣の登場が要望された結果モスラとキングギドラに変更された。脚本を手がけた長谷川圭一は、バランはネコのようなしなやかさを持った女性的な怪獣というイメージが挙がっていたと証言しており、結果として母性の怪獣であるモスラにスライドしたことでさほどコンセプトはずれなかったと述べている。なお、モスラ成虫がゴジラシリーズでキングギドラと共演するのは、本作品が初である。
モスラは南方というイメージから、イッシーの目撃地として知られる池田湖が出現地に選ばれた。脚本第3稿までは、バランの出現地として予定されていた秋田県のままであった。同じく第3稿までは、スカイウォークから落下する由里と武田がモスラの背に乗って助かるという場面や、全身に炎をまとってゴジラへ特攻するという展開なども存在した。
怪獣がゴジラに次々と倒されるだけでは虚しいという特殊技術の神谷誠や造形担当の品田冬樹らからの意見により、モスラがキングギドラと合体するシーンや、終盤で3匹のイメージが空中に現れるなどのシーンが追加された。
監督の金子修介は、『ゴジラvsモスラ』（1992年）の制作時に監督に名乗りを上げるなどモスラに思い入れがあり、本作品ではバランの代わりであったため、爆散したことや小美人を出せなかったことなどが心残りであったと述べている。

### 造型（GMK）
造形は、Vi-SHOPとボンクラフトが担当。デザイン画は描かれず、品田冬樹により雛形が制作された。造形は谷川清孝が主に担当した。
造形物は、アップ用とアクション用の2種類が製作された。紫色の眼や白い羽毛は女性的なイメージを持たせようという主旨による。翼の色も、暖色系で統一されていた初代のものに寒色の青を追加している。目の位置は、初代のイメージに近づけており、平成モスラシリーズのものより上方についている。アップ用は、脚がラジコンで可動するほか、毒針発射の描写のため腹部が可動するギミックを備えている。
飛行シーンのほとんどは遠景のカットを含めて操演によって表現されており、羽ばたきなどは操演技術によるものである。放射熱線を避ける飛行シーンなどには、速度のメリハリやスピードなどを表現するため、3DCGによる合成も用いられた。金子の要望により、足に従来のような毛のディテールはなく、西川伸司はCGとの親和性を考慮したものと考察している。品田によれば、当初は金子からまったく毛を使わないものを要望されたが、目の周りの白い部分を毛以外で作るとモスラではなくなってしまうため、部分的に毛を残すことになった。CG制作は、ビッグ・エックスの阪上和也が担当した。
幼虫は『モスラ』（1996年）でのプロップを前後に分割し、前部の頭部モデルを加工したものを使用している。当初は幼虫をCGで描写する予定であったが、ミニチュアでの撮影の出来が良かったため、こちらが採用された。額付近のシワを増やし、かつての幼虫よりもやや厳しい表情となっている。
繭の造形物も製作された。造形物とデジタル処理によるマット画で表現されている。池田湖の実景に合成しているが、上空からのカットでは湖面をCGで表現しなければならないため、苦労があったという。繭から成虫となって頭部が現れる場面では、CG作画の繭と造形物の繭を組み合わせて表現されている。
毒針は3DCGで描写されており、腹部の毛が変化したものという想定のもと、神谷によってデザインされている。毒針のCGは、日本映像クリエイティブが担当した。
粒子化するモスラのCGは、日本エフェクトセンターが手がけた。
造形物は、アップ用、アクション用、交換用パーツ、雛型、幼虫頭部が2022年の時点で現存が確認されている。

### 撮影・演出（GMK）
基本的に、羽ばたきは操演によるが、ゴジラに飛びつくシーンでのみ、空気圧シリンダーを用いて羽ばたかせている。
羽化するシーンでは、アクション用成虫の頭部を用いている。
造形物の保管時には、翼を傷つけないよう上からラップを被せている。
インファント島および小美人との関連性はないが、小美人を思わせる少女2人組がモスラを見上げる姿が劇中で見られる。

## 『ゴジラ×モスラ×メカゴジラ 東京SOS』
映画『ゴジラ×モスラ×メカゴジラ 東京SOS』（2003年）に登場。日本に1961年に出現した初代モスラの直系の子孫。
成虫は小笠原諸島の曾孫島で卵を産み落としたあと、中條信一の別荘のある軽井沢に向かう。機龍（メカゴジラ）の骨格であるゴジラの骨を海に放棄することを条件に、信一の孫の瞬が田町小学校の校庭に描いたインファントの紋様によって召喚され、ゴジラからの防衛を担う。毒鱗粉には、レーダーをジャミングしたり、ゴジラの熱線を反射するなどの効果を持つが、毒鱗粉を失うと翼が脆くなる。また、鱗粉は可燃性で、ゴジラの熱線によって粉塵爆発を引き起こす。鱗粉および脚による引っかき攻撃でゴジラを苦しめるが、ゴジラに右前足を食いちぎられてしまう。援護にやってきた自身の子である2体の幼虫（双子の姉弟）をかばい、ゴジラの放射熱線に敗れた。
2体の幼虫は機龍とともにゴジラと品川で戦い、機龍のスパイラル・クロウで体を貫かれてひるんだゴジラの尻尾の先に噛みつき、口から噴射した麻酔効果のある粘着性の繭糸で巻きつけて戦闘意欲を低減させる。機龍が身動きのとれないゴジラを抱えて共に海底に沈んだあと、幼虫は小美人と共にインファント島に帰っていった。顎は一度食いついたら離さない強靭なものとなっている。顔の斑点や触覚の長さに違いがあり、顔の黒い斑点が多く、触覚が長い方がオスである。感情がたかぶると眼の色が青から赤に変わる。口の噛み合わせはギザギザではなく、表面の深い溝に変更されている。尾の先端部は細かい体節になっている。幼虫が双子であることは小美人も予想外だったらしく、驚きを見せる。成虫のフォルムは足の太さを除いて昭和版に似たものとなっている。複眼は『モスラ対ゴジラ』と同様に大きめの丸い凹みが表面、細かい丸が裏面に並んでいる複合型となっている。
- モスラとメカゴジラの共演は本作品が初である[58]。
- 幼虫は初代よりも小さく、書籍『ゴジラ×モスラ×メカゴジラ 東京SOS』（ファンタスティックコレクション）では双子かつ誕生が早かったことがその要因と推測している[51]。
- 玩具では、商品名をモスラ2003とするもの[注釈 6]とモスラ2004とするもの[注釈 7]が存在した[74]。

### 創作経緯（GMMG）
『ゴジラ×モスラ×メカゴジラ 東京SOS』は、当初『ゴジラ×メカゴジラ』（2002年）の続編という形ではなく、モスラを出すという条件を東宝の上層部がつけて動いた企画であった。監督の手塚昌明は、幼少期から『モスラ』（1961年）を愛好しており、初監督作である『ゴジラ×メガギラス G消滅作戦』（2000年）でもモスラを出したかったといい、このオーダーを受けてモスラをきちんと出せば面白いものになるという確信を得ていたと語っている。最終的に、手塚により前作の世界観に加え、『モスラ』の世界観を踏襲したものとしてストーリーが組み立てられた。脚本を担当した横谷昌宏は、リアルなSF考証を行っているメカゴジラとファンタジックなモスラの世界観を違和感なく合わせることが課題であったと述べている。
手塚は、モスラを人間が約束を破ったり私利私欲で小美人を利用したりすると人間の敵になる怪獣であるということを物語の中で見せることを重視した。横谷は、モスラが地球の守り神という設定は後発の作品で変化していった要素であるため、初代の続編である本作品でモスラがゴジラと戦う理由を考えることが難しかったとも述べている。
初期案では、前作で描写された1999年のゴジラ上陸前に、ゴジラの骨が回収されたことに気づいたモスラがインファント島から向かってくるという展開が検討されていたが、手塚は前作と同じ戦いを描くことになるためつまらなくなると考え、これを取りやめた。
双子の幼虫が登場するのは、『モスラ対ゴジラ』（1964年）をオマージュしている。手塚は、『ゴジラvsモスラ』で双子を出すことができなかったためと述べている。また、『モスラ対ゴジラ』では砂浜や小島が戦いの舞台となっていたため、本作品では東京を舞台としている。
『×メカゴジラ』の背景設定として製作補の山中和史により執筆された「特生自衛隊前史」では、劇中世界の1961年のほか、1999年にも出現しており、特生自衛隊との共闘によりキングギドラを撃退したとされた。

### デザイン（GMMG）
デザインは西川伸司が担当。手塚からの要望により、成虫の翼の模様や形状はデザインは初代に準じている。また、造形の若狭新一から昭和モスラの模様と『モスラ3』の羽を組み合わせたデザイン案も存在した。これを受けて西川は、『モスラ対ゴジラ』でのモスラを踏襲して、前後の羽の間が離れ羽根が4枚に見える形状に描き直した。羽の模様もデジタルで鱗粉を彷彿とさせるものを作成している。脚部については、生物感を出すため、実際の昆虫に準じた関節があり、初代同様に3本指の構造としている。
幼虫は、過去のモスラでは頭部と一体成型となっていた側頭部の盛り上がり（コブ）を体節の一つと解釈し、可動部として描いている。初代に準じた成虫に合わせて、尾の先端なども昭和に近いものとなっている。幼虫は、幾度となくデザインされてきたが、生物感を出すためにディテールにこだわり、惰性でデザインすることなく、各部を見直して描かれた。

### 造形（GMMG）
造形はモンスターズが担当。
デザインは初代と大きく変わらないため、現代の技術を用いて生物的なリアリティを出すことに注力している。成虫・幼虫とも、従来のギザギザした口の噛み合わせ部分が生物としてリアルではないため、噛み合わせは直線状とし、表面に溝状のディテールを彫り込んでいる。
卵の造形物は1個のみ制作された。
成虫
成虫の原型は、頭部を涌井裕子、胴体を小此木謙一郎が手掛けた。造形物はメインパペット、アクションパペット、超アクションパペットの3種が製作された。いずれもスケールは同一で、翼長は3.6メートルにもなる。羽はゴジラとの戦いや飛行パターン、3体分の胴体などに合わせて複数製作され、相互に付け替えや取り外しも可能となっている。造形物には若狭がアメリカから取り寄せた羽毛を使用し、植毛が目と口元以外に施された。毛の仕上げにはドライヤーを用い、手作業でうねりをつけている。アップ用の頭部は、ラジコンで口の開閉や触角の動きを行っている。脚は、可動と無可動の2種類を必要に応じて付け替えており、前者はメカが仕込まれており、それぞれ独立して可動する。アクション用の頭部は、ボアや目のパーツの検討用に作られた試作ヘッドを転用している。
翼には、釣り竿用のカーボンロッドを用いており、その固さにより羽ばたかせると自力で返ってくるため、より力強い操演が可能となった。これまでの成虫はピアノ線で上からのみ吊っていたが、それでは下への羽ばたきが弱いため、本作品のフィックスのカットでは下からもピアノ線で吊って動きを大きくしている。また、羽ばたきの強弱に合わせて内部に仕込んだ重りの量を調節し、自然な羽ばたきを表現している。翼と胴体をつなぐ蝶番の位置は、従来よりも内側となっている。ダメージを受けた状態の翼は差し替え式となっており、白系統の樹脂スプレーを吹きつけることで色褪せた状態を表現している。
複眼の形状は初代を模した凸状のものなど複数種類が試作されたが、最終的には『モスラ対ゴジラ』を模した凹状のものが採用された。複眼パーツは、型抜きで制作するため片面にしかモールドがなく、裏面にガラスビーズを貼り込むことで立体的な発光を表現している。
飛行シーンの引き絵やゴジラの放射熱線で炎上するシーンでは3DCGも用いられた。

幼虫
幼虫の原型は、頭部を本田憲拡、胴体を小此木謙一郎が手掛けた。幼虫は区別のためスタッフによってそれぞれ「花子」「太郎」と呼ばれていた。オスは牙と尾の角が長く顔の斑点が多い、メスは牙と尾の角が短く顔の斑点が少ない。
造形物は自走式、アップ用、アクション用、操演用、海用、孵化シーンの頭部のみの2：3のギニョールなど9体が製作された。若狭は、過去の幼虫は弱々しく見えたため、ゴジラと戦っても勝てそうに見えるよう大きなサイズにしたと語っている。雌雄2体とも同様の型から作られているが、頭部の塗装、尾や牙など数か所に違いが見られる。操演パペットは手を後ろから入れて、アップ用や頭部の細かな表現に使用された。喋れない怪獣は見た目でわかるように、赤から青に目の色を頭部の内側に施された目の点灯ギミックで変化させて怒りを表現している。自走式にはタイヤが下についており、過去の幼虫のメカを改良したものを使用し、滑車とワイヤーで牽引することで身体をうねらせながら走行が可能となっている。特殊技術の浅田英一は、カメラテストを行って内部メカのシステムを3度ほど修正したと語っている。また、自走式の尾には、エアー放出ギミックも備えており、地上を這った際の土埃を表現している。海用は体を上下させる機構で、陸上では別のものに交代する。鳴海によれば、当初作られたメカは弾むような動きであったため、東宝の倉庫に保管されていた過去の作品でのギミックを参考にして作り直された。アップ用はセットに尾部の板を木ネジなどで固定し、ワイヤーやレバーの操作で体をもたげたり、糸を吐いたりする。初代モスラに近いイメージのカラーリングが施されたマケットも作られたが、NGとなった。
幼虫の糸は、溶かした発泡スチロールを用いている。糸を飛ばす装置は昭和のモスラ映画と同様にワタアメ製造機を応用したハンディー型のもので、カポックをアセトンに溶かした溶剤の糸を中央で回転するドラムから噴き出し、前方にファンの風で吹き飛ばしている。細い糸は画面に映りにくいため、従来よりも太くしている。鳴海は、高圧のレギュレーターを新規に2台購入し、原料の溶かし具合や噴出の圧力、穴の大きさなどを改めて研究し直したと述懐している。

### 撮影・演出（GMMG）
モスラは羽根の彩色が派手で、外見もリアルなため、合成は難しいとの判断から、本作品では造型物を用いた撮影を主としている。浅田は、『モスラ』や『モスラ対ゴジラ』を観て円谷英二のもっと長く羽ばたかせたかったという想いを感じたといい、両作品を踏襲した描写も多く散りばめている。操演は当初スタジオの天井に設置されているゴンドラのみを用いていたが、途中からクレーンも使用している。成虫が雲海を飛ぶ描写は、セットから突き出したモスラへ向けて、スタッフが上部の足場からドライアイスの煙を流している。モスラがビルの合間を縫うシーンなどはCGを用いている。
成虫は直接戦わせることが難しいため、西川の提案で鱗粉がゴジラの熱線や背ビレの発光などのエネルギーに反応して誘爆（粉塵爆発）するという設定になった。企画段階では、鱗粉で窒息させるなどの案も存在した。鱗粉はCGで表現しているが、合成を担当した日本エフェクトセンターの今井元は、1粒の素材が小さいためモニターとフィルムとでは見え方が異なっており、フィルムで確認してから修正して再びフィルムに起こさなければならないなど、作業工程で苦労した旨を語っている。撮影では、下から黄色い照明を当てている。
ゴジラを成虫が長い脚で捕らえて前進するシーンでは、ゴジラを載せた台のレールとモスラの仕掛けのレール、それぞれの前進をシンクロさせている。
幼虫の目の色は、昭和作品での色を両方取り入れ、感情表現として用いている。
幼虫の誕生のシーンではギニョールを下から入ったスタッフが手で操っている。
撮影を担当した江口憲一は、モスラの幼虫が東京湾に上陸するシーンを本作品のベストショットの1つに挙げている。この撮影は、プールの中に移動車を入れ手持ちのカメラで幼虫を追いかけているが、水圧が強くカメラのコントロールがうまくいかず、しかしそれがかえって面白いカメラワークになったと述べている。

## 『ゴジラ FINAL WARS』
映画『ゴジラ FINAL WARS』（2004年）に登場。
インファント島の守護神という基本設定はそのままであるが、伝承によれば「12,000年前、先祖がガイガンの襲来に際して戦いを挑み、敗れて深い眠りに就いた」とされている。これにより、古代の地球ではX星人たちによるミトコンドリアの収穫が滞りなく行われ、後に「ミュータント」と呼ばれる地球人との混血種が誕生するに至ったと考えられる。インファント島の壁画には2匹の幼虫が描かれている。本作品の個体は、ガイガンと戦った個体の子孫とされる。
ガイガンが再起動してX星人たちの地球侵略が苛烈を極める地上に小美人の祈りによって復活し、モンスターXと改造ガイガンに苦しむゴジラの援護に現れる。改造ガイガンとの空中戦ではカッターで羽の一部を切断された後、モンスターXと改造ガイガンを翼によるラリアット攻撃のボンバー・ラリアットで跳ね飛ばし、改造ガイガンに羽ばたきで発生させた毒鱗粉を浴びせ、光線で大爆発して倒されたかに思われたが、その光線を爆炎として身にまとい、火の鳥状態になって改造ガイガンに体当たりする特攻技のファイヤー・ヒート・アタックを放ち、これを倒す。改造ガイガンと共に爆散したかと思われたが、エンディングでは羽も元通りになった姿で生還しており、小美人の待つインファント島へ帰還する。
- モスラ成虫がゴジラと共闘するのは本作品が初である[119]。企画段階では、幼虫の登場も検討されていた[133]。

### デザイン・造形（FINAL WARS）
デザインは西川伸司が担当。デザイン画は、前作での胴体のみが描かれていた図案に羽根を描き足したものである。監督の北村龍平は当初、既存のモスラにおもちゃっぽいという印象を持っていたことから、全面的に変えることを要望していたが、実際に造形物を見て出来の良さに感動し、これを活かすこととなった。
造形物は前作のものを改修しており、ボディ部分や羽が前作のものの流用となっている。攻撃的なキャラクターにしたいという北村の要望により、眼の位置や毛の素材を変更しており、毛の密度を目の周りを中心に高くして毛並みも調整している。
上記のほかにアップ用プロップも作られている。後翅を切断されるシーンでは、別途製作された翼を差し替えている。ガイガンとの空中戦でのロングショットなどにはCGが用いられた。
メイン用、アップ用ともに2023年の時点で現存が確認されており、後者は2020年からニジゲンノモリのゴジラミュージアムで展示されている。

### 撮影・演出（FINAL WARS）
羽ばたきは、激しいシーンでは直接操演を行い、その他のシーンではゴムを用いて動かしている。
ボンバー・ラリアットのシーンでは、翼のみの造形物をスタッフが振り回して表現している。
ガイガンの尻尾が尾部に突き刺さり、鉄柱に固定されるシーンでは、両翼の前部と頭部を外したものを使用している。